# چارلتون-آن-آوتمور
چارلتون-آن-آوتمور (به انگلیسی: Charlton-on-Otmoor) یک روستا و محله مدنی در بریتانیا است که در چرول واقع شده‌است. چارلتون-آن-آوتمور ۳٫۳۱ کیلومتر مربع مساحت و ۴۴۹ نفر جمعیت دارد.